# 三元区
三元区（さんげんく）は中華人民共和国福建省三明市に位置する市轄区。

## 行政区画
下部に7街道、4鎮、1郷を管轄する。
- 街道
  - 列東街道、列西街道、徐碧街道、城関街道、白沙街道、富興堡街道、荊西街道
- 鎮
  - 陳大鎮、洋渓鎮、莘口鎮、岩前鎮
- 郷
  - 中村郷

## 交通

### 鉄道
- 中国国家鉄路集団
  - 南竜線（中国語版）
    - 三明駅

  - 興泉線（中国語版）
    - 三元西駅

### 道路
- 高速道路
  - 長深高速道路
  - 莆炎高速道路
- 道路
  - G205国道